# Fred Teeven
Fredrik Teeven, dit Fred Teeven, né le 5 août 1958 à Haarlem, est un homme politique, juriste et ancien magistrat néerlandais.
Membre du Parti populaire pour la liberté et la démocratie (VVD) jusqu'en 2002, il rejoint alors le nouveau parti Pays-Bas vivables (LN), dont il mène la liste aux élections législatives du 15 mai 2002. Revenu au VVD en 2003, il fait son retour à la Seconde Chambre après les élections législatives anticipées du 22 novembre 2006. Il est nommé secrétaire d'État (nl) auprès du ministère de la Sécurité et de la Justice le 14 octobre 2010 sous le premier cabinet de Mark Rutte, à la suite des élections législatives anticipées du 9 juin 2010.
Maintenu sous le deuxième cabinet de Mark Rutte, Fred Teeven annonce sa démission le 9 mars 2015, effective le lendemain. Il retrouve son mandat parlementaire jusqu'au 23 mars 2017, lorsqu'il se retire de la vie politique.

## Biographie
D'abord inspecteur aux affaires fiscales, puis aux affaires douanières au Service des impôts (Belastingdienst) du ministère des Finances, Fred Teeven devient officier de justice du ministère public en 1993, où il se fait une réputation de « combattant du crime » à Amsterdam. Durant un temps, ses enfants doivent être accompagnés à l'école par des policiers en service de protection.
D'abord engagé en politique au Parti populaire pour la liberté et la démocratie, Fred Teeven rejoint Pays-Bas vivables en 2002, dont il prend la tête de liste pour les élections législatives après le départ de Pim Fortuyn, qui fonde par la suite la Liste Pim Fortuyn, peu avant le scrutin. Élu représentant à la Seconde Chambre, Fred Teeven devient chef de groupe parlementaire jusqu'en 2003. Il ne se représente pas aux élections législatives anticipées de 2003 et revient au Parti populaire pour la liberté et la démocratie. Avant de regagner un mandat parlementaire aux élections législatives anticipées de 2006, il retrouve ses fonctions d'officier de justice.
Réélu en 2010 et 2012, Fred Teeven est secrétaire d'État au ministère de la Sécurité et de la Justice de 2010 à 2015. Il démissionne de ses fonctions aux côtés du ministre Ivo Opstelten et de la présidente de la Seconde Chambre Anouchka van Miltenburg dans le cadre d'une affaire remontant à 2000-2001, dans laquelle, en tant que procureur, il passe un accord financier avec un criminel — les trois manquant à leur devoir d'informer les parlementaires des activités du gouvernement.
Après son retrait de la vie politique à la suite des élections législatives de 2017, il se reconvertit en tant que chauffeur de bus en Hollande-Septentrionale et consultant politique. En 2022, en sa qualité de chauffeur de bus, il participe à une opération visant à conduire des orphelins de la guerre en Ukraine aux Pays-Bas.